# Darwin's Incident
Darwin's Incident (ダーウィン事変, Dāuin Jihen) est un manga écrit et illustré par Shun Umezawa. La série est prépubliée depuis juin 2020 dans le magazine hebdomadaire Monthly Afternoon de l'éditeur Kōdansha. La version française est publiée par Kana depuis juillet 2022.
Une adaptation en anime par le studio Tōhō est en production.

## Synopsis
Au cours d'une opération commando menée par une organisation de défense des animaux dans un institut de recherche biologique, une chimpanzé enceinte est découverte. À la surprise du monde, elle donne naissance à un « humanzee », un être mi-humain, mi-chimpanzé qui sera nommé Charlie et élevé par des humains pendant quinze ans. Après une scolarité à domicile, ses parents adoptifs choisissent de faire entrer Charlie dans un lycée privé, où il rencontre Lucy, une fille à la réputation de « nerd » asociale mais brillante, et développe une amitié avec lui. Cependant, l'ALA (Animal Liberation Alliance), qui « se livre à plusieurs reprises à des activités terroristes en quête de libération animale », veut inclure Charlie à son équipe par des méthodes de manipulation de plus en plus violentes. Le regard du monde sur Charlie, jusqu'alors considéré comme une icône vivante, va changer.

## Publication
Darwin Incident est écrit et dessiné par Shun Umezawa (ja). Il est publié dans le magazine  hebdomadaire Monthly Afternoon de l'éditeur Kōdansha depuis le 25 juin 2020. Kōdansha publie la série sous format tankōbon à partir du 20 novembre 2020. Le 22 mai 2025, 9 volumes ont été publiés au Japon.
En mars 2022, Kana annonce la publication de la version française. Le premier volume est sorti le 1er juillet 2022.

### Liste des volumes
| no | Japonais         | Japonais          | Français         | Français          |
| no | Date de sortie   | ISBN              | Date de sortie   | ISBN              |
| --- | ---------------- | ----------------- | ---------------- | ----------------- |
| 1 | 20 novembre 2020 | 978-4-06-521398-8 | 1er juillet 2022 | 978-2-5051-1379-9 |
| Liste des chapitres : - Chapitre 1 - HYBRIDIZATION - Chapitre 2 - L'observateur - Chapitre 3 - Des yeux kaléidoscopiques - Chapitre 4 - Hétérosis - Chapitre 5 - ONE                                                                                    |                  |                   |                  |                   |
| 2 | 21 mai 2021      | 978-4-06-523314-6 | 21 octobre 2022  | 978-2-5051-1493-2 |
| Liste des chapitres : - Chapitre 6 - GAB IN THE LAW - Chapitre 7 - Combat pour les droits - Chapitre 8 - Signe - Chapitre 9 - Action directe - Chapitre 10 - Red Pill - Chapitre 11 - Trickster                                                         |                  |                   |                  |                   |
| 3 | 22 novembre 2021 | 978-4-06-525778-4 | 20 janvier 2023  | 978-2-5051-1919-7 |
| Liste des chapitres : - Chapitre 12 - Visite - Chapitre 13 - Bouc émissaire - Chapitre 14 - IS-OUGHT - Chapitre 15 - Dans le château de Barbe-Bleue 1 - Chapitre 16 - Dans le château de Barbe-Bleue 2 - Chapitre 17 - Dans le château de Barbe-Bleue 3 |                  |                   |                  |                   |
| 4 | 21 avril 2022    | 978-4-06-527946-5 | 19 mai 2023      | 978-2-5051-2019-3 |
| Liste des chapitres : - Chapitre 18 - Bien vacant - Chapitre 19 - Transfert de propriété - Chapitre 20 - Dimorphisme sexuel - Chapitre 21 - LITTLE SHOP OF HORRORS - Chapitre 22 - WILL                                                                 |                  |                   |                  |                   |
| 5 | 23 mars 2023     | 978-4-06-531026-7 | 27 octobre 2023  | 978-2-5051-2020-9 |
| Liste des chapitres : - Chapitre 23 - Family Affair - Chapitre 24 - Pet Cemetery - Chapitre 25 - Le prix de l'intelligence - Chapitre 26 - On the Border - Chapitre 27 - Galton Inc.                                                                    |                  |                   |                  |                   |
| 6 | 22 novembre 2023 | 978-4-06-533687-8 | 28 juin 2024     | 978-2-5051-2614-0 |
| Liste des chapitres : - Chapitre 28 - Animal Spirits - Chapitre 29 - Manhunt - Chapitre 30 - Surrogate - Chapitre 31 - Réunion au sommet - Chapitre 32 - L'algorithme de Darwin                                                                         |                  |                   |                  |                   |
| 7 | 22 mai 2024      | 978-4-06-535534-3 | 13 décembre 2024 | 978-2-50-512615-7 |
| Liste des chapitres : - Chapitre 33 - Action et discrétion - Chapitre 34 - Suggestion - Chapitre 35 - Face-to-face - Chapitre 36 - Babel - Chapitre 37 - Au fond de l'obscurité                                                                         |                  |                   |                  |                   |
| 8 | 21 novembre 2024 | 978-4-06-537463-4 | 23 mai 2025      | 978-2-50-513430-5 |
| 9 | 22 mai 2025      | 978-4-06-539468-7 |                  |                   |

## Réception
Darwin's incident s'est classé 10e dans la liste des meilleurs mangas pour lecteur masculins de Kono Manga ga Sugoi! de Takarajimasha en 2022. Il gagne le premier prix à la 15e édition du Grand prix du manga de 2022 et s'est classé,,. La série s'est classée 2e sur les bandes dessinées recommandées par Publisher Comics' Recommended Comics de 2022. Il gagne le prix d'excellence à la 25e édition du Japan Media Arts Festival de 2022. Il a été nommé aux 47e et 48e éditions du Prix du manga Kōdansha de 2023 et 2024, respectivement, dans la catégorie générale,.

### Œuvres
Édition japonaise
1. 1 2  (ja) « ダーウィン事変（１） », sur Kōdansha (consulté le 13 juillet 2023)
2. 1 2  (ja) « ダーウィン事変（2） », sur Kōdansha (consulté le 13 juillet 2023)
3. 1 2  (ja) « ダーウィン事変（3） », sur Kōdansha (consulté le 13 juillet 2023)
4. 1 2  (ja) « ダーウィン事変（4） », sur Kōdansha (consulté le 13 juillet 2023)
5. 1 2  (ja) « ダーウィン事変（5） », sur Kōdansha (consulté le 13 juillet 2023)
6. 1 2  (ja) « ダーウィン事変（6） », sur Kōdansha (consulté le 23 novembre 2023)
7. 1 2  (ja) « ダーウィン事変（7） », sur Kōdansha (consulté le 28 avril 2024)
8. 1 2  (ja) « ダーウィン事変（8） », sur Kōdansha (consulté le 6 novembre 2024)
9. 1 2  (ja) « ダーウィン事変（9） », sur Kōdansha (consulté le 4 juin 2025)

Édition française
1. 1 2  « Darwin's Incident Vol.1 », sur manga-news (consulté le 13 juillet 2023)
2. 1 2  « Darwin's Incident Vol.2 », sur manga-news (consulté le 13 juillet 2023)
3. 1 2  « Darwin's Incident Vol.3 », sur manga-news (consulté le 13 juillet 2023)
4. 1 2  « Darwin's Incident Vol.4 », sur manga-news (consulté le 13 juillet 2023)
5. 1 2  « Darwin's Incident Vol.5 », sur manga-news (consulté le 26 juillet 2023)
6. 1 2  « Darwin's Incident Vol.6 », sur manga-news (consulté le 9 mars 2024)
7. 1 2  « Darwin's Incident Vol.7 », sur manga-news (consulté le 20 juillet 2024)
8. 1 2  « Darwin's Incident Vol.8 », sur manga-news (consulté le 23 mai 2025)